# Trinxeres del bosc de Can Puig
Les Trinxeres del bosc de Can Puig és una obra del municipi de Vidreres (Selva) inclosa en l'Inventari del Patrimoni Arquitectònic de Catalunya.

## Descripció
Es tracta d'un seguit de quatre forats excavats al sòl amb forma tendent a quadrangular i amb els vèrtex arrodonits. Són uns espais que ronden els cinc o deu metres quadrats situats enmig d'un bosc de pi, roure i suro.
Les rases tenen una amplada d'un metre a un metre i mig i vuitanta centímetres de fondària.

## Història
L'origen d'aquestes trinxeres està en el camp d'aviació de l'exèrcit republicà que es va organitzar a l'esplanada que hi havia entre el bosc de Can Puig i Can Vall-llosera.
Aquest lloc va servir, el 1938, per amagar i preservar dels possibles atacs aeris els bidons de combustible del camp d'aviació. El combustible s'hi apilava en forma de carbonera, com piles de llenya.
Els forats van ser fets, en part, per gent dels voltants que hi treballà com a peó.
També fou lloc de dipòsit de bombes.
Des de 1939 està abandonat. El bosc continua creixent, però com que sobretot hi ha pins, és força net.